# Aminata (film)
Pour les articles homonymes, voir Aminata.
Pour plus de détails, voir Fiche technique et Distribution.
Aminata est un film français réalisé par Claude Vermorel et sorti en 1973.

## Fiche technique
- Titre : Aminata
- Autre titre : Aminata ou les Blancs Oiseaux du Dioliba
- Réalisation : Claude Vermorel
- Scénario : Claude Vermorel, d'après Antigone de Sophocle
- Photographie : Michel Kelber
- Production : Cocinaf
- Pays :  France
- Durée : 105 minutes
- Date de sortie : France - 20 mars 1973

## Distribution
- Acteurs africains non professionnels, avec les voix de Yves Arcanel, Georges Atlas, Jean Davy, Françoise Dorner, Michel Etcheverry, Silvie Feit, Jean Gras, Pierre Guillermo, Jean Lanier, Jean-Pierre Leroux, Robert Liensol, Jean-Louis Maury, Pierre Plessis et Henri Virlojeux